# Іоан (Булін)
Іоан Булін (ест. Piiskop Joann, в миру Миколай Олександрович Булін; 16 лютого 1893, Виипсу, Вируський повіт, Естляндська губернія, Російська імперія, нині - волость Ряпіна, повіт Пилвамаа, Естонія - 30 липня 1941, Санкт-Петербург, Росія) — єпископ православної церкви Росії, Єпископ Печерський. У 1929-1934 роках був депутатом Рійгікогу.

## Біографія
Народився 16 лютого 1893 р. У селі Вепс Ряпінської волості Вируського повіту на півдні Естляндської губернії (нині Виипсу, Естонія) в родині російських робочих. Його батьки були нащадками вихідців із Дону, переселеними в період правління імператриці Єлизавети Петрівни в кількості 220 сімей в Ряпіну для роботи на паперовій фабриці. Ці переселенці утворили власне селище, в якому для них була збудована православна церква в ім'я святих праведників Захарія і Єлизавети.
З шести років допомагав у церкві під час богослужінь, з восьми - читав по пам'яті молитву "Трисвяте".
У 1901-1903 роки навчався в початковій школі селища Виипсу. Ще 2 роки навчався в Радомської міністерської школі в Раадама.
У 1905 році вступив у Ризьке духовне училище. У 1909 році продовжив навчання в Ризькій духовній семінарії, яку закінчив у 1915 році за першим розрядом, «з відзнакою».

### У Петербурзі
У тому ж році Миколай Булін вступив у Петербурзьку духовну академію, де зарекомендував себе надійним товаришем і старанним учнем. Відомо, що в найвідповідальніші моменти життя курсу, на якому навчався Миколай, саме йому довіряли проповідувати за богослужінням або на урочистих актах виступати зі словом привітання.
Під впливом патріотичного піднесення в Росії, пов'язаного з початком Першої світової війни не дивлячись на «бронь» від армії, перейшов у петергофську школу прапорщиків, яку успішно закінчив у 1916 році і відправився в діючу армію. Брав участь в декількох боях.
У грудні 1917 року Микола Булин був звільнений від армії наказом Головнокомандувача Криленком  і повернувся в Петербурзьку духовну академію для продовження навчання.
21 травня 1918 року в храмі 12 Апостолів ректором єпископом Ямбурзькими Анастасієм Алєксандровим) він був пострижений у чернецтво з ім'ям Іоанн, на честь святителя Іоанна Тобольського, а 23 травня того ж року був висвячений у сан ієродиякона. 12 серпня того ж року в Свято-Троїцькому соборі Олександро-Невської Лаври митрополит Петроградський і Гдовський Веніамін висвятив його в сан ієромонаха.
Після висвячення отримав направлення в Покровський Ведрилівський гуртожитковий жіночий монастир в Петроградській губернії, де псаломщиком був його дядько по матері.
У Росії в цей час посилювалися гоніння на Церкву, один за одним арештовувалися священнослужителі, припинилися заняття в академії. 
Побоюючись арешту, в січні 1919 року втік по льоду Чудського озера з Росії до Естонії, що тільки отримала незалежність.

### Служіння в Естонії
Повернувшись на батьківщину, архієпископом Псковським Євсевієм був призначений парохом у Зачерні.
У січні 1920 року ієромонах Іоан був затверджений виконуючим обов'язки Благочинного Печерського краю.
20 лютого 1920 ієромонах Іоан Булін прибув у Псково-Печерський монастир як його намісник.
Монастир після подій 1917-1919 років перебував у занепаді, майже все господарство було знищене. Земля відібрана, будівлі стали ветхими, дах протікав, стіни обвалилися.
Трапезна використовувалася казармою для роти естонських військ. Верхній поверх будинку настоятеля був відведений під приміщення мирового судді. Мировий суддя жив там же. А нижній поверх будинку займала землевпорядна комісія. Наміснику спочатку довелося тулитися в невеликій кімнаті Лазаревського корпусу. Братії було небагато: старі ченці, кілька дияконів, послушників - майже весь штат. Новий намісник активно взявся за його відновлення.
У тому ж році ієромонах Іоанн був висунутий кандидатом в єпископи, але через молодість, всього 27 років, Патріархом Московським і всієї Русі Тихоном, його кандидатура була відхилена.
23 листопада (6 грудня) цього ж року він був зведений в сан архімандрита.
Але стараннями Єпископа Іоанна все почало поступово приймати належний вигляд. Був проведений капітальний ремонт всіх житлових корпусів після виселення мирських мешканців. Трапезна і настоятельський будинок були відремонтовані. У 1924 році проведено капітальний ремонт Стрітенського храму, а в 1927 році - великий капітальний ремонт Успенського собору. Був відновлений давній дзвін часів Бориса Годунова на малій дзвіниці Нікольського храму, пошкоджений у 1918 році, зроблено великий внутрішній ремонт в тому ж Успенському храмі. Капітально відремонтований Михайлівський собор всередині. Було приведене до ладу внутрішнє монастирське життя.
Гроші на проведені роботи надходили як від невідомих жертводавців, так і від міністерства народної освіти Естонії.
У 1926 році архімандрит Іоанн постановою Синоду Естонської Автономної Православної Церкви був покликаний до єпископського служіння зі збереженням посади настоятеля Псково-Печерського монастиря. 25 квітня 1926 року відбулася його хіротонія в єпископа Печерського. Хіротонію здійснили митрополит Талліннський і всієї Естонії Александер Паулус і архієпископ Нарвський Євсевій Гроздов.
У серпні 1929 року у Псково-Печерському монастирі проходив Другий з'їзд Російського студентського християнського руху. Настоятель обителі Єпископ Іоан був душею зборів, і багато в чому, завдяки його духовному керівництву, з'їзд, за словами одного з його учасників, перетворився на «великий зліт віри і любові... зламав лід найхолодніших душ, зробивши віруючими невіруючих, вказав сенс життя тим, що шукали його і явив ... у своїй найвищій точці сліпучу істину торжества православ'я».
Після смерті архієпископа Євсевія в 1929 році він до 1932 року одночасно керував і Нарвською єпархією.
У 1930 році побудовані нові кам'яні сходи замість дерев'яних - спуск від Михайлівського собору вниз до центру монастиря.
Єпископ Іоанн був молитовником, володів непоганим голосом, багато проповідував. У своїй богослужбовій практиці владика дотримувався старих традицій Православної церкви та відроджував забуті. У той же час ніби даниною обставинам багатомовному населенню - єпископом Іоаном був введений порядок читання Пасхального Євангелія дев'ятьма мовами: грецькою, церковнослов'янською, естонською, російською, латинською, польською, німецькою, латиською та староєврейською. При владиці Івані Печерський монастир активізував свою релігійну діяльність.
Були відновлені, а також засновані нові хресні ходи, які збирали безліч паломників як з усієї Прибалтики так і з більш віддалених земель. Все це зробило єпископа Іоана одним з найвідоміших церковних діячів Естонії кінця 1920-х початку 1930-х років.
У той же час естонська влада втручалися в діяльність монастиря, і у єпископа Іоана неодноразово виникали розбіжності з Синодом Естонської Церкви у питанні власності Печерської обителі. Він виступав проти нововведень, що вводяться в деяких храмах, був противником введення нового стилю.
16 червня 1932 року на проведеному в Талліні Соборі Православної Церкви в Естонії голосами естонської більшості його членів було винесене рішення про переведення єпископа Печерського Іоанна на вакантну з 1927 року Нарвську і Ізборську кафедру. Всупереч протесту єпископа Іоана, його зобов'язали залишити Псково-Печерський монастир. Незважаючи ні на які докази, єпископ Іоан не прийняв Нарвської кафедри. 30 грудня 1932 року він був звільнений на спокій, причому служити, згідно з розпорядженням митрополита Александера, він мав право тільки за особливим розпорядженням.

### В еміграції
У січні 1934 єпископ Іоанн відправився в Константинополь, щоб особисто подати скаргу на митрополита Александера і Синод Естонської Церкви. Ця місія не мала успіху і владика виїхав на Афон, де жив місяць, здійснював богослужіння в Пантелеймонівському, Андріївському і Іллінському монастирях. Побував в Єрусалимі, Палестині, Лівані та Сирії. Згадується про його проживання в Болгарії.
З вересня 1934 єпископ Іоанн на запрошення Патріарха Сербського Варнави проживав у Югославії в монастирі Раковіца, на околиці Белграда. Владика виступав з лекціями про становище Православної Церкви в Радянському Союзі, вивчав мистецтво в іконописній майстерні Пимена Софронова.

### Повернення на батьківщину
Після смерті Патріарха Варнави, в 1938 році, єпископ Іоанн повернувся до Естонії, отримав дозвіл жити у матері, а потім у брата в Печорах.
У жовтні 1940 року активно виступав у Печорах за приєднання до Московського Патріархату. Владика «владно зажадав всім священнослужителям написати покаянне прохання для приєднання до Російської Патріархії» - писав у листі ігумен Павло Горшков. У тому ж році єпископ Іоанн був визнаний патріаршим місцеблюстителем митрополитом Сергієм у «званні єпископа Печерського» (лист від 13.XII.1940).

### Арешт і розстріл
Але митрополит Сергій не знав, що вже 18 жовтня 1940 владика Іоанн був заарештований НКВД в Печорах, а в листопаді він був переведений до Ленінграду.
Владиці були пред'явлені стандартні звинувачення для того часу - антирадянська агітація і пропаганда. За вироком Ленінградського облсуду від 8 квітня 1941 року він був підданий вищій мірі покарання - розстрілу, який відбувся 30 липня 1941 року в Ленінграді.
Єпископ Іоан був реабілітований прокуратурою Псковської області 22 квітня 1992 року.